# Govāreshk
Govāreshk (persiska: گوارشك) är en ort i Iran.   Den ligger i provinsen Khorasan, i den nordöstra delen av landet, 700 km öster om huvudstaden Teheran. Govāreshk ligger 1 069 meter över havet och antalet invånare är 910.
Terrängen runt Govāreshk är platt åt sydväst, men åt nordost är den kuperad.Runt Govāreshk är det ganska tätbefolkat, med 58 invånare per kvadratkilometer. Närmaste större samhälle är Gajvān, 1,3 km nordost om Govāreshk. Omgivningarna runt Govāreshk är i huvudsak ett öppet busklandskap.